# Josef Holý (varhaník)
Josef Holý, pseudonym Giuseppe Golli (12. ledna 1853 Hlohovice - 2. dubna 1931 Praha), byl český varhaník, hudební skladatel, spisovatel a pedagog.

## Život
Josef Holý se narodil poblíž městečka Radnice v malé obci Hlohovice v rodině důlního dozorce Vojtěcha Holého a jeho ženy Vilemíny Marie rodem Klímové z Kožlan. Do obecné školy chodil patrně ve svém rodišti, později se rodina odstěhovala do Prahy, kde od roku 1865 absolvoval gymnázium na Malé Straně. V dalším školení pokračoval v letech 1873-1874 na místní varhanické škole. Za pražských studií bydlel nějaký čas u B. Smetany.
Po zdárném absolvování odešel do Plzně, kde v letech 1873-7874 působil jako varhaník v chrámu sv. Bartoloměje. Další kroky jej zavedli do dalekého Charkova, kde mezi léty 1877-1907 působil coby učitel hudby na dívčím gymnáziu D. D. Oboklenské a dále pak ještě v místním ústavu šlechtičen.
Po návratu do vlasti se usadil v Praze-Modřanech, kde se v roce 1908 oženil s Reginou Ludmilou Fišerovou.
Na počátku dubna 1931 Josef Holý zemřel a následně byl pohřben na Vinohradském hřbitově.
Josef Holý psal články a fejetony do Kralovického obzoru a rovněž byl autorem písní na Lermontovovy básně, několika Kožlanských písniček a klavírních skladeb.